# Campo Largo (Paraná)
Campo Largo, amtlich portugiesisch Município de Campo Largo, ist eine Stadt im brasilianischen Bundesstaat Paraná der Região Sul. Im Volkszählungsjahr 2010 hatte sie 112.377 Einwohner, die Bevölkerungszahl der Campo-Larguenser wurde zum 1. Juli 2019 auf 132.002 Einwohner geschätzt, die auf einer Gemeindefläche von rund 1243,6 km² leben. Die Bevölkerungsdichte beträgt rechnerisch 90 Personen pro km², tatsächlich konzentrieren sich über 83 % auf den urbanen Bereich. Sie steht bezogen auf die Bevölkerung an 19. Stelle der 399 Munizips des Bundesstaates, bezogen auf die Fläche an 29. Stelle. Sie ist mit weiteren 28 Gemeinden Teil der Metropolregion Curitiba, auch Grande Curitiba genannt. Die Entfernung zur Hauptstadt Curitiba beträgt 30 km.
Sie trägt den Städtespitznamen „Capital da Louça“ (Hauptstadt des Geschirrs). Abbau von Kaolin- und Tonerden für die industrielle Keramik- und Porzellanfabrikation haben erheblichen Anteil am Wirtschaftsaufkommen der Gemeinde.

## Geographie
Umliegende Gemeinden sind Castro, Campo Magro, Itaperuçu, Ponta Grossa, Araucária, Balsa Nova, Curitiba und Palmeira.
Das Biom ist Mata Atlântica. Das Zentrum liegt auf einer Höhe von 956 Metern über dem Meeresspiegel.

## Klima
Die Stadt hat tropisches gemäßigtes Höhenklima, Cfb nach der Klimaklassifikation nach Köppen und Geiger. Die Durchschnittstemperatur ist 16,7 °C. Die durchschnittliche Niederschlagsmenge liegt bei 1481 mm im Jahr.

## Kommunalverwaltung
Die Exekutive liegt bei dem Stadtpräfekten (Bürgermeister). Bei der Kommunalwahl 2016 wurde Marcelo Fabiani Puppi von den Democratas zum Stadtpräfekten für die Amtszeit von 2017 bis 2020 gewählt.
Die Legislative liegt bei einem gewählten 12-köpfigen Stadtrat, den vereadores der Câmara Municipal.

## Bevölkerungsentwicklung
| Jahr | Einwohner                      | Stadt  | Land   |
| --- | ------------------------------ | ------ | ------ |
| 1872 | 6.856: 6338 Freie, 518 Sklaven |        |        |
| 1900 | 10.968                         |        |        |
| 1920 | 19.149                         |        |        |
| 1940 | 22.549                         | 2.956  | 19.593 |
| 1950 | 26.365                         | 4.032  | 22.333 |
| 1960 | 32.272                         | 9.150  | 23.122 |
| 1970 | 34.405                         | 15.961 | 18.444 |
| 1980 | 54.834                         | 37.366 | 17.468 |
| 1991 | 72.523                         | 51.892 | 18.631 |
| 2000 | 92.782                         | 77.223 | 15.559 |
| 2010 | 112.486                        | 94.353 | 18.233 |
| 2019 | 132.002                        | ?      | ?      |
| Hier fehlt eine Grafik, die leider im Moment aus technischen Gründen nicht angezeigt werden kann. Wir arbeiten daran! |                                |        |        |

Quelle: IBGE (2011)

## Ethnische Zusammensetzung
Ethnische Gruppen nach der statistischen Einteilung des IBGE (Stand 2000 mit 92.782, Stand 2010 mit 112.486 Einwohnern):
| Gruppe      | Anteil 2000 | Anteil 2010 | Anmerkung                        |
| ----------- | ----------- | ----------- | -------------------------------- |
| Brancos     | 76.608      | ▲ 88.923    | Weiße, Nachfahren von Europäern  |
| Pardos      | 12.863      | ▲ 20.002    | Mischrassige, Mulatten, Mestizen |
| Pretos      | 2.476       | ▲ 2.961     | Schwarze                         |
| Amarelos    | 47          | ▲ 387       | Asiaten                          |
| Indígenas   | 162         | ▼ 104       | indigene Bevölkerung             |
| ohne Angabe | 628         | –           |                                  |

## Analphabetenquote
Campo Largo hatte 1991 eine Analphabetenquote von 16 % (inklusive nicht abgeschlossener Grundschulbildung), die sich bei der Volkszählung 2010 bereits auf 5,6 % reduziert hatte. Rund 23,4 % der Bevölkerung waren 2010 Kinder und Jugendliche bis 15 Jahre.

## Durchschnittseinkommen und Lebensstandard
Das monatliche Durchschnittseinkommen betrug 2017 den Faktor 2,5 des brasilianischen Mindestlohns (Salário mínimo) von R$ 880,00 (Einkommen umgerechnet für 2019: rund 498 € monatlich). Der Index der menschlichen Entwicklung (HDI) ist mit 0,745 für 2010 als hoch eingestuft.
2017 waren 33.268 Personen oder 26,1 % der Bevölkerung als fest im Arbeitsverhältnis stehend gemeldet, 30,3 % der Bevölkerung hatten 2010 ein Einkommen von der Hälfte des Minimallohns.
Das Bruttosozialprodukt pro Kopf betrug 2016 30.318,28 R$, das Bruttosozialprodukt der Gemeinde belief sich 2016 auf 3.811.583,54 × Tsd. R$. Damit stand Campo Largo an 15. Stelle der Wirtschaftskraft der 399 Munizips des Bundesstaates und an 233. Stelle der 5570 Munizips Brasiliens.

## Verkehrsanbindung
| Straßenverbindungen |                                               |
| BR-277              | Von Curitiba über Campo Largo nach Balsa Nova |
| PR-423              | Von Araucária nach Campo Largo                |

## Söhne und Töchter
- Celso Antônio Marchiori (* 1958), römisch-katholischer Geistlicher, Bischof von São José dos Pinhais
- Antônio Agostinho Marochi (1925–2018), römisch-katholischer Geistlicher, Bischof von Presidente Prudente

## Bilder aus Campo Largo

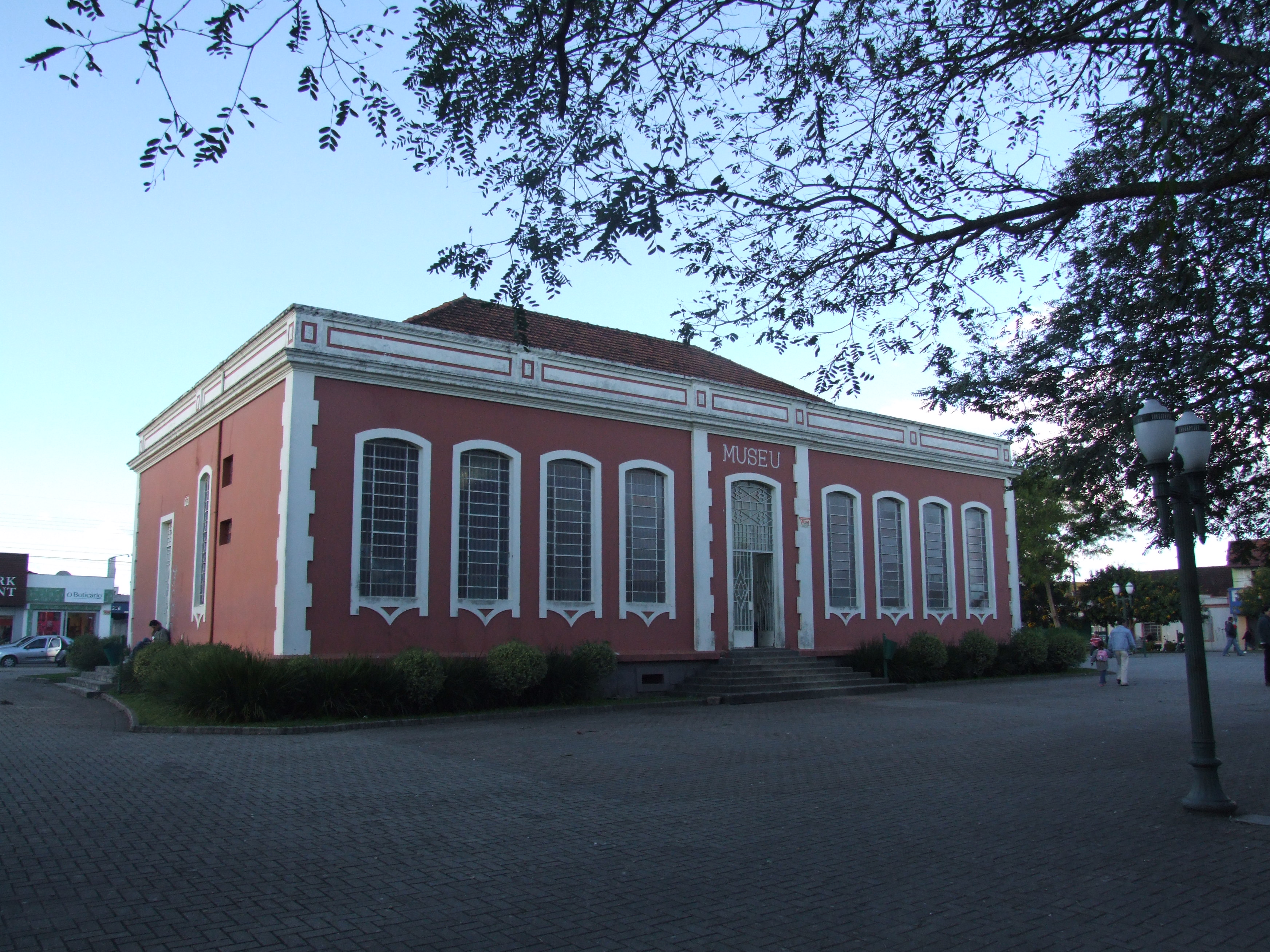
Historisches Museum
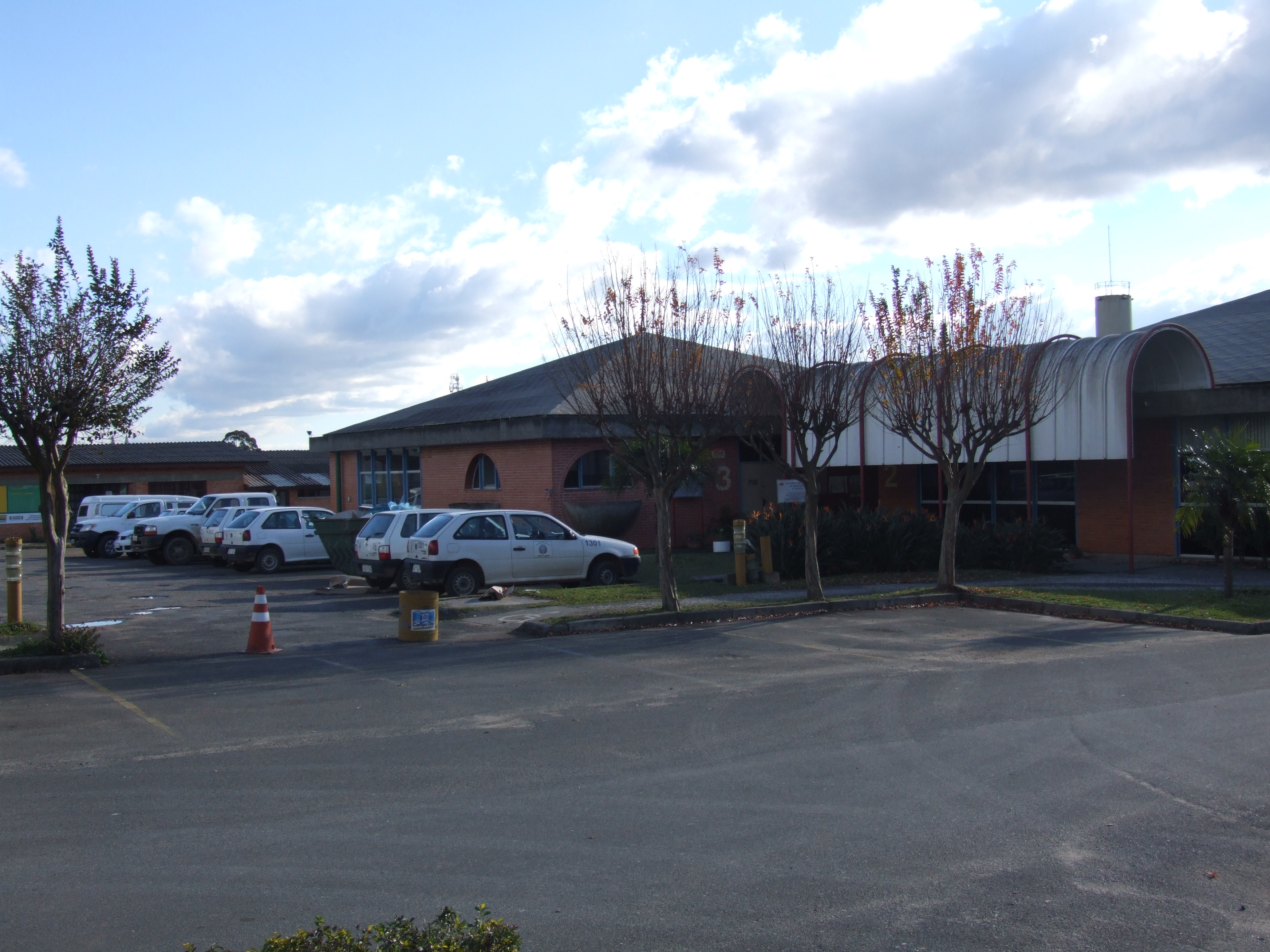
Rathaus
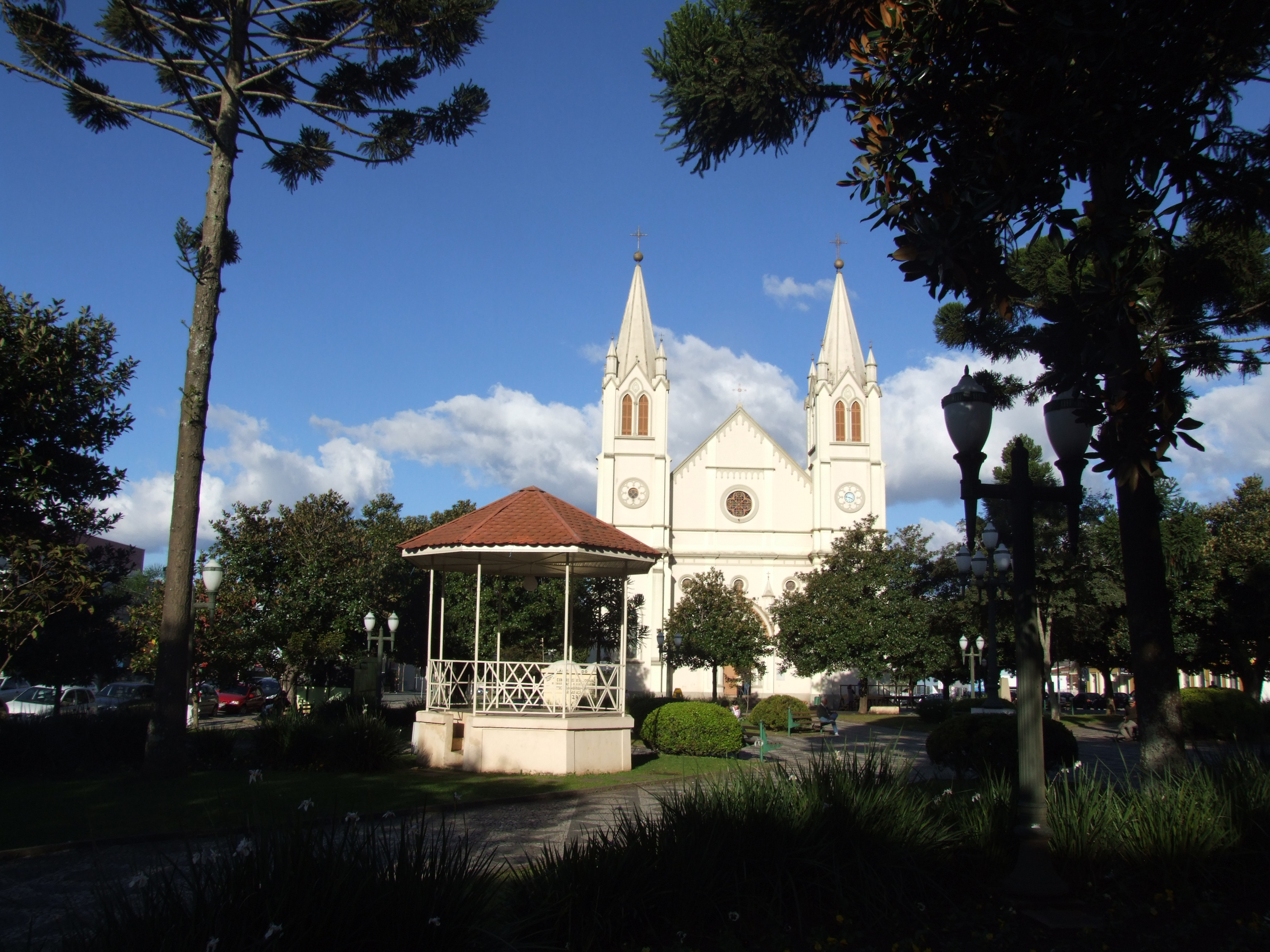
Hauptkirche Nossa Senhora da Piedade
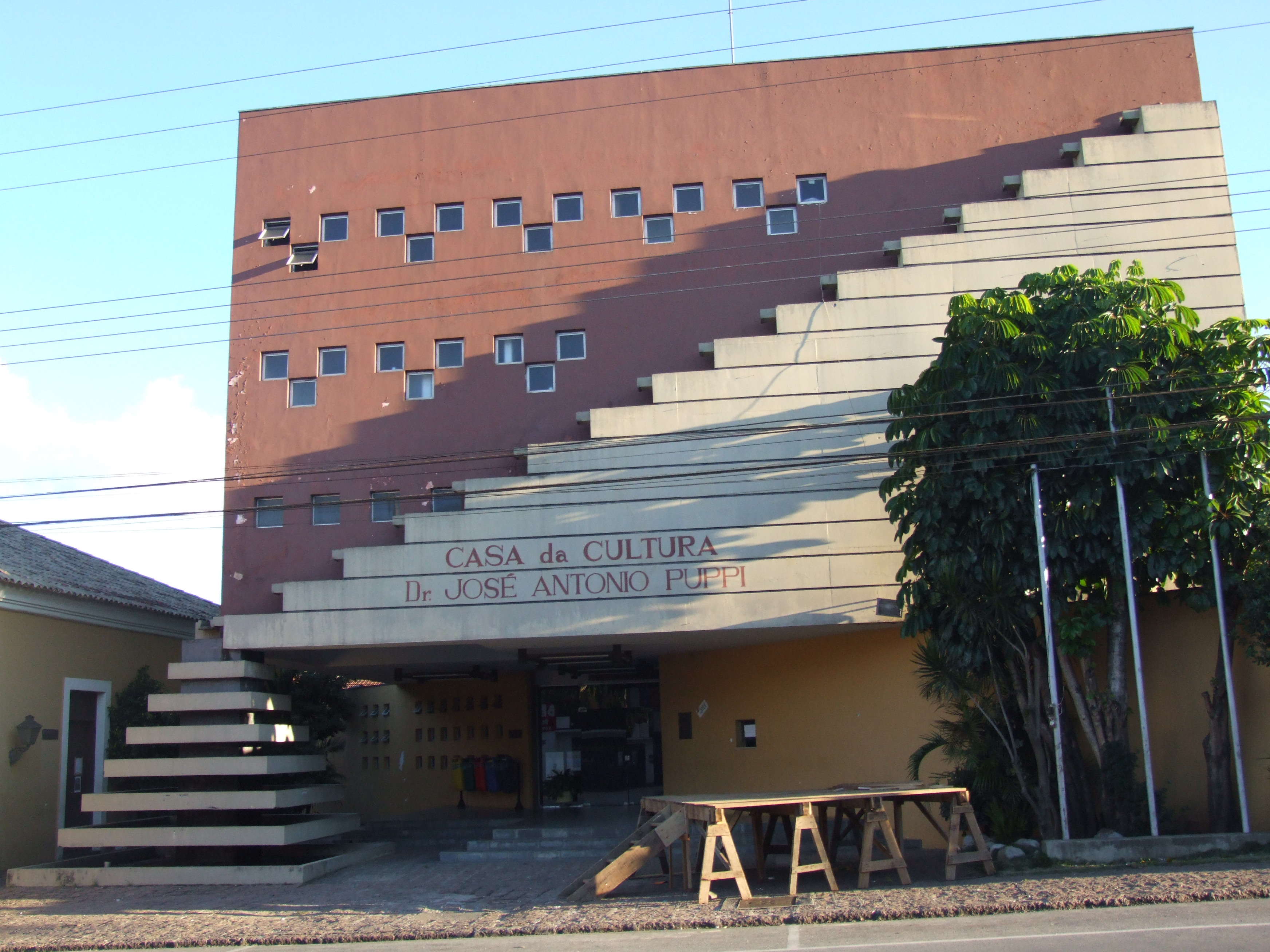
Kulturhaus